# レッド・ベンチャーズ
レッド・ベンチャーズ （英：Red Ventures）は、アメリカ合衆国のマスメディア企業。2000年設立。CNET、GameSpot（ゲームスポット）、Giant Bomb（ジャイアント・ボム）、Metacritic（メタクリティック）、ZDNet、ロンリープラネットなどを所有している。